# 실마릴
실마릴(Silmaril)은 J. R. R. 톨킨의 실마릴리온에 나오는 보석이다. 실마릴의 이름은 퀘냐로 '순수한 빛의 반짝임'이라는 뜻을 지녔으며 복수형으로는 '실마릴리(Silmarilli)'라고 불린다. 총 3개의 보석이 존재한다. 
텔페리온과 라우렐린의 순수한 빛을 담은 보물로, 가장 위대한 요정인 페아노르가 나무의 시대에 발리노르에서 만든 것이며, 실리마(Silima)라는 수정과 유사한 물질로 이루어졌다. 
실마릴리온의 뜻이 실마릴의 노래라는 점에서 알 수 있듯이, 톨킨의 레젠다리움에서 가장 중심이 되는 보석이다.

## 외양
실마릴은 투명한 수정과 비슷한 실리마라는 인공보석을 이용해 만들어진 세개의 보석으로, 스스로 빛을 내는 것으로 알려져 있다. 이 빛들은 두 영생목의 순수한 빛에서 유래되었으며, 영생목이 사망한 이후로는 유일하게 순수한 빛을 담고 있는 물건이었다. 또한 실마릴은 근처에 있는 다른 빛들을 반사하기에 인공의 불빛보다 자연광 아래 있을 때 더욱 아름답게 빛났다.

## 실마릴의 역사
핀웨의 아들인 페아노르가 두 영생목의 빛을 바탕으로 만든 실마릴은 "요정의 모든 작품들 중에 가장 유명"한 것이었다. 실마릴은 바르다가 축성하였고, 따라서 그것을 소유하기에 합당하지 않은 어떤 악한 존재나 필멸의 존재가 그것을 만질 경우 그들의 손을 태워버리게 된다.
위대한 놀도르로 인정되는 페아노르가 실마릴을 만든 방법에 대해선 완전히 설명되지 않는다. 심지어 탁월한 손재주를 가진 발라 아울레조차 그것들을 복제할 수 없었다. 사실상 페아노르 자신도 실마릴을 똑같이 만들 수 없을 것인데, 이는 그의 본질 일부가 그 속에 녹아 들어갔기 때문이다. 톨킨의 세계관에서 실마릴의 가치는 발라들에게조차 매우 큰데, 그것들이 독특했고, 다른 것으로 대체불가능했기 때문이었다.
반역의 발라 멜코르는 웅골리안트와 함께 두 영생목을 파괴했다. 이후 발라들의 치유 노력에 따라 각각의 나무는 죽기 직전에 은빛 꽃과 금빛 열매를 남겼고, 이것들은 멜코르에 대항하여 가운데땅을 비추도록 하늘로 올려보내져 세상을 밝혔다. 하지만 실마릴만이 두 영생목의 순수한 빛들을 담고 있었다. 따라서 발라들은 페아노르에게 실마릴을 포기할 것을 종용하였지만 그는 거부하였다. 그러자 놀도르 대왕 핀웨가 살해당한 것과 실마릴을 도둑맞은 소문이 들려왔다. 그 일을 저지른 멜코르는 발리노르에서 도망쳐 가운데땅 북부에 있는 자신의 요새 앙그반드로 갔다. 그 후 멜코르는 실마릴을 그의 강철왕관에 박아 넣었다.
페아노르는 멜코르를 "세상의 검은 적"이라는 뜻의 모르고스라 부르며 멜코르에 대해, 또한 실마릴을 자신의 뜻에 반하여 자신들의 것으로 만들려 했던 발라들에 대해 분노하였다. 페아노르는 그의 아들들과 함께 페아노르의 맹세를 하였는데, 이로써 그들은 누구든 실마릴을 그들에게서 빼앗으려 하는 자와 끝까지 싸워야 할 운명에 매이게 되었다. 이 잔혹한 맹세는 보석 전쟁으로 이어지며, 추후 전쟁에서 많은 자들의 피를 뿌리게 되고, 요정과 요정 사이에 전쟁을 일으키게 된다.
페아노르는 많은 놀도르를 이끌고 가운데땅으로 돌아갔다. 그의 망명은 요정들 뿐만 아니라 궁극적으로는 인간들에게도 끝없는 슬픔을 안겨주었다. 다섯 번의 큰 전투가 벨레리안드에서 벌어졌지만 놀도르 요정들과 그들을 따르는 사람들은 모르고스에게서 실마릴을 취하려는 그들의 맹세를 지키지 못하였다.
실마릴 중 하나는 베렌과 루시엔이 큰 위험과 손실을 감수하여 회수하는데, 루시엔이 모르고스를 노래로써 잠들게 하고 그 사이에 베렌이 강철왕관에서 실마릴을 잘라낸 것이었다. 이들이 앙그반드를 떠나려 할 때 늑대 카르카로스가 실마릴을 들고 있던 베렌의 손을 집어 삼켰고, 카르카로스는 미쳐 날뛰었다. 카르카로스는 이후 사냥개 후안에게 죽게 되고, 후안도 치명상으로 죽음을 맞이하게 된다. 마블룽이 카르카로스의 배를 갈라 실마릴을 꺼내었다. 실마릴은 투오르와 이드릴의 아들이자 엘윙의 남편인 에아렌딜이 취하여 그것을 가지고 서녘의 발라들에게 가져 간다. 실마릴은 용서의 뜻으로 발라들에게 받아들여졌다. 발라들은 실마릴을 하늘의 별로서 올려 보내었다. 다른 실마릴들은 여전히 모르고스의 손아귀에 있었는데, 이것들은 분노의 전쟁 이후 에온웨가 취하게 된다. 하지만 얼마 지나지 않아 두 개의 실마릴은 페아노르의 남은 두 아들들인 마이드로스와 마글로르의 손으로 들어가게 되는데, 수 백년전에 했던 맹세를 지키기 위함이었다. 하지만 실마릴은 전에 모르고스의 손을 태워 버린 것처럼 그들의 손을 태워버렸다. 고통 속에서 마이드로스는 갈라진 땅의 틈 사이로 몸을 던졌고, 마글로르는 실마릴을 바다에 던져버렸다.
따라서 실마릴들은 각각 바다와 대지, 공기 중으로 흩어졌는데, 그 빛들은 현존하지만 땅이 파괴되어 다시 만들어지기 전까진 그것들을 한 자리에 모을 수가 없게 되었다.
만도스의 예언에 의하면, 다고르 다고라스(최후의 전투)에서 모르고스가 패한 이후 세상은 변혁을 겪고 발라들이 실마릴을 회수하게 될 것이라고 한다. 그리고 페아노르가 만도스의 궁정에서 풀려 나와 그것들을 야반나에게 주고, 그녀는 실마릴을 열어 그 빛을 가지고 두 영생목들을 되살린다고 한다. 펠로리 산맥은 침식되고 두 영생목의 빛이 세상을 영원한 기쁨으로 가득 채운다고 한다. 이러한 설정은 톨킨의 원고에서 찾아볼 수 있고, 톨킨의 아들 크리스토퍼가 출간한 '가운데땅의 형성'에 남아있다. 하지만 이것은 출간된 실마릴리온에 들어있지 않다.